# أندريا باسكولون
أندريا باسكولون (بالإيطالية: Andrea Pasqualon) (و. 1988  م) هو راكب دراجة هوائية إيطالي، ولد في باسانو دل غرابا، شارك في سباق طواف فرنسا 2017، وطواف فرنسا 2018.

## سباقات أو مراحل فاز بها
| التاريخ        | السباق                                         | المركز                  |
| -------------- | ---------------------------------------------- | ----------------------- |
| 10 أكتوبر 2013 | كوبا ساباتيني 2013                             | الثاني في التصنيف العام |
| 21 فبراير 2014 | تروفيو لايقويليا 2014                          |                         |
| 17 أغسطس 2014  | طواف كولومبيا 2014                             | العاشر في تصنيف النقاط  |
| 09 مايو 2015   | 2015 Tour de Berne                             |                         |
| 10 مايو 2015   | 2015 Grand Prix de la ville de Nogent-sur-Oise |                         |
| 07 يونيو 2015  | بوكليس دي لا مايين 2015                        |                         |
| 19 يوليو 2015  | 2015 Trofeo Matteotti                          |                         |
| 29 مايو 2016   | 2016 Horizon Park Classic                      |                         |
| 09 يونيو 2016  | غروسر برايس ديس كانتونس أرجو 2016              | الثاني في التصنيف العام |
| 09 يوليو 2016  | طواف النمسا 2016                               | الخامس في تصنيف النقاط  |
| 04 سبتمبر 2016 | طواف ديف يغد 2016                              | السادس في تصنيف النقاط  |
| 28 سبتمبر 2017 | كوبا ساباتيني 2017                             | الفائز في التصنيف العام |
| 26 مايو 2018   | جراند بريكس دو بلومليك-موربيهان 2018           | الفائز في التصنيف العام |
| 03 يونيو 2018  | طواف لوكسمبورغ 2018                            | الفائز في التصنيف العام |
| 26 سبتمبر 2021 | 2021 Paris-Chauny                              |                         |
| 26 مايو 2022   | سيركيت دي والونيا 2022                         | الفائز في التصنيف العام |

## روابط خارجية
- أندريا باسكولون على موقع الاتحاد الدولي للدراجات (الإنجليزية)
- أندريا باسكولون على موقع أرشيف الدراجات (الإنجليزية)
- أندريا باسكولون على موقع إحصائيات الدراجات الإحترافية (الإنجليزية)
- أندريا باسكولون على موقع نسبة الدراجات (الإنجليزية)
- أندريا باسكولون على موقع CycleBase (الإنجليزية)